# الكوكتيل
الكوكتيل هي نوع من أنواع الصلصات الباردة التي يتم - غالبًا - تقديمها كجزء من طبق الكوكتيل العبارة عن كوكتيل المأكولات البحرية. غالباً ما يُنسب الفضل إلى أختراع الصلصة والصحن الذي سميت باسمه إلى الطاهية البريطانية فاني كرادوك، لكن كوكتيلات المأكولات البحرية تسبق وصفتها التي ظهرت عام 1967 بعدة سنوات (على سبيل المثال، نشرت كونستانس سبري كوكتيلًا من المأكولات البحرية باستخدام روبيان دابلن باي في عام 1956) 2].

## المنشأ
كوكتيلات المأكولات البحرية نشأت في القرن التاسع عشر في الولايات المتحدة، عادة ما تكون هذه الأطباق محتوية على المحار أو الروبيان. تعتبر أطباق كوكتيلات المأكولات البحرية جزءا اساسيا من الطهي وكانت تقدم بكثرة في المطاعم والفنادق والبوفيهات في بدايات القرن العشرين وما زالت موجودة بقوة وبشكل اساسي حتى الآن. تقدم صلصة الكوكتيل كلاسيكيا مع الروبيان بشكل اساسي لكن من الممكن تقديمها مع كل الانواع البحرية الأخرى.

## المكونات
يعتبر الكاتشاب والمايونيز المكونين الاساسين الذين لا يستغنا عنهما في هذه الصلصة أما المكونات الأخرى فهيحسب الذوق أو تتغير حسب المكونات الموجودة في الدول المختلفة. تكون نسبة الكاتشاب إلى المايونيز 1:2 أي أن كمية المايونيز ضعف كمية الكاتشاب، ممكن معرفة المقدار الصحيح عند الخلط من اللون حيث يجب ان يكون ورديا فاتحا. يمكن أن يضاف صلصة الشيلي بدلا من الكاتشاب لكن هذا النوع يعتبر محدود جدا ولا تجده كثيرا في المناطق المختلفة. يمكن إضافة عصير الليمون أو الخل لحفظ هذه الصلصة لفترة أطول ولإعطاء لذعة خفيفة في الطعم. البعض يضيف صلصة توباسكو لإعطائها بعض الحرارة. في الولايات المتحدة يضيفون لها صلصلة ورشستر وفي بعض المناطق الأخرى من العالم يتم إضافة الهورس رادش.

## سعرات حرارية
تعتبر هذه الصلصة مليئة بالسعرات الحرارية لاحتوائها على المايونيز وتختلف هذه السعرات بنوع المايونيز المستخدم. انظر غلى السعرات الحرارية على العبوة المايونيز المستخدم لمعرفة السعرات الحرارية. يمكن تخفيض السعرات الحرارية باستعمال نوع مايونيز أقل بالسعرت الحرارية مثل المايونيز اللايت.